# Fadrique Enríquez de Velasco
Fadrique Enríquez de Velasco (Aguilar de Campos, 1460 - Medina de Rioseco 9 de gener de 1538), va ser IV almirall de Castella, succeint al seu pare, IV senyor de Medina de Rioseco i II comte de Melgar. Pertanyent a l'important llinatge dels Enríquez, com a fill d'Alonso Enríquez de Quiñones.
Va heretar el títol d'almirall major que estava vinculat com a feu a la seva família. El 1487 va enviar la flota que va bloquejar el port de Màlaga, contribuint a la seva rendició els Reis Catòlics. Al comandament de 120 naus, perfectament equipades, va sortir del port de Laredo el 1495 escortant a la infanta na Joana que contrauria matrimoni amb Felip I de Castella, tornant a l'any següent, conduint a l'arxiduquessa Margarida, promesa de l'infant Joan d'Aragó.
Va tenir merescuda fama d'esforçat cabdill guanyada en tots els fets d'armes en què va prendre part. A les Corts de Valladolid de 1518 va combatre energèticament la proclamació de Carles com a rei mentre visqués la seva mare la reina na Joana, i no es va recatar de mostrar-se obertament oposat a la sortida d'Espanya del monarca, pels mals que amenaçaven la nació.
Disgustat per la ineficàcia dels seus esforços, es deslligà voluntàriament dels negocis polítics, i es va retirar a les seves propietats de Catalunya, no inclinant-se així ni a favor del rei ni dels Comuners de Castella, aixecats llavors en armes.
No obstant l'actitud ben coneguda de Fadrique, Carles I, li va concedir el Toisó d'Or i el 1519 el va nomenar regent del regne, juntament amb el cardenal Adrià (después Papa Adrià VI) i el conestable Iñigo de Velasco, durant la seva absència a Alemanya per coronar-se emperador, doncs va creure que associar dos nobles castellans al govern, debilitaria els comuners i augmentaria l'adhesió de la noblesa.
Va causar sorpresa general l'acceptació del càrrec que se li conferia, per prendre possessió del qual va tornar de Catalunya. S'acredità com a bon polític, la seva actitud amb els comuners fou constantment de concòrdia, tractà d'aconseguir per la bona la fi de les comunitats, en fracassar en l'afany de la qual va deixar d'ocupar-se'n.
Sembla que la ciutat de Valladolid li va negar l'entrada, aleshores es va traslladar a Torrelobatón, on va conferir amb delegats de la Santa Junta, no arribant a un acord per les exigències d'aquests. Fou Fadrique amant del seu país, bondadós sense debilitats i bon literat. Va morir sense fills, heretant els seus títols el seu germà Fernando, duc de Medina de Rioseco.